# Campachipteria weigmanni
Campachipteria weigmanni är en kvalsterart som först beskrevs av Pérez-Íñigo 1987.  Campachipteria weigmanni ingår i släktet Campachipteria och familjen Achipteriidae. Inga underarter finns listade.